# Conservação conspícua
A conservação conspícua descreve consumidores que compram produtos eco amigáveis para sinalizar um status social mais elevado.

## Origens
O termo é derivado do termo "consumo conspícuo", cunhado pelo economista e sociólogo Thorstein Veblen no seu livro de 1899 A Teoria da Classe do Lazer. Veblen descreveu certos setores dos nouveau riche que usavam o seu poder de compra para exibir prestígio.
O termo “conservação conspícua” foi cunhado pelo professor de economia da Universidade de Syracuse, Seymour Sacks, numa conversa privada.

## Experiências

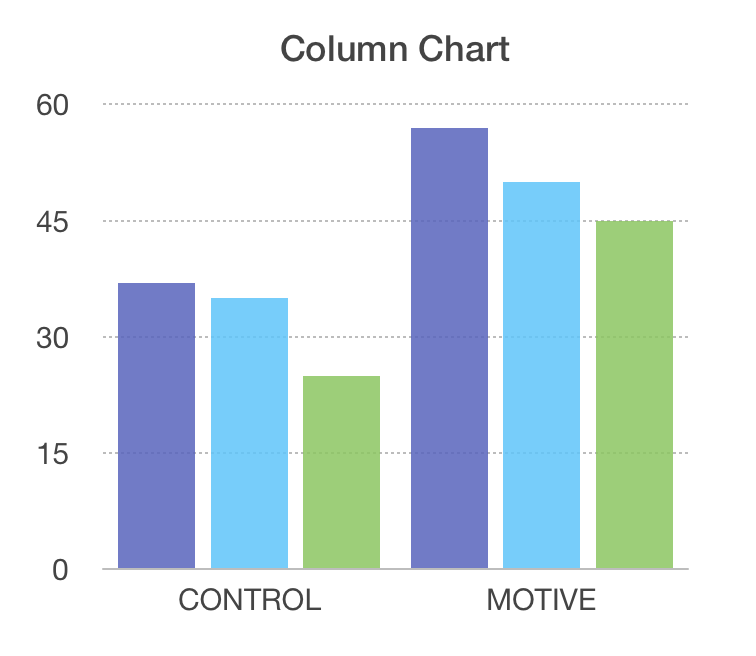
Figura 1: Percentagem de participantes em cada grupo que escolheram produtos pró-ambientais. Em relação ao carro (roxo), sabão (azul) e máquina de lavar louça (verde), o grupo de controlo escolheu os produtos pró-ambientais 37,2%, 25,7% e 34,5% das vezes. Os participantes do grupo motivo-status eram muito mais propensos a escolher os produtos verdes e escolhê-los 54,5%, 41,8% e 49,1% das vezes, respetivamente.

Entre 2007 e 2009, os professores de psicologia Vladas Griskevicius (Universidade de Minnesota), Joshua M. Tybur (Universidade do Novo México) e Bram Van den Bergh (Rotterdam School of Management) conduziram uma série de experiências investigando a conservação conspícua. No artigo resultante, Going Green to Be Seen: Status, Reputation, and Conspicuous Conservation, eles argumentaram que "comprar tais produtos pode ser interpretado como altruísta, uma vez que os produtos verdes geralmente custam mais e são de qualidade inferior aos seus equivalentes convencionais, mas os produtos verdes beneficiam o meio ambiente para todos". Como o comportamento altruísta pode funcionar como um sinal dispendioso de estatuto social, a conservação conspícua pode ser interpretada como um sinal de elevado estatuto. As experiências mostraram que a ativação de motivos de status levou as pessoas a escolher produtos verdes em vez de produtos mais luxuosos e não verdes. O motivo de status aumenta a disposição de comprar produtos verdes em ambientes públicos (mas não privados) e em ambientes onde os produtos verdes custam mais do que os produtos não verdes. Segundo os autores, a competição por status pode, portanto, ser usada para promover comportamentos pró-ambientais.